# ミドル・オブ・ザ・マーケット

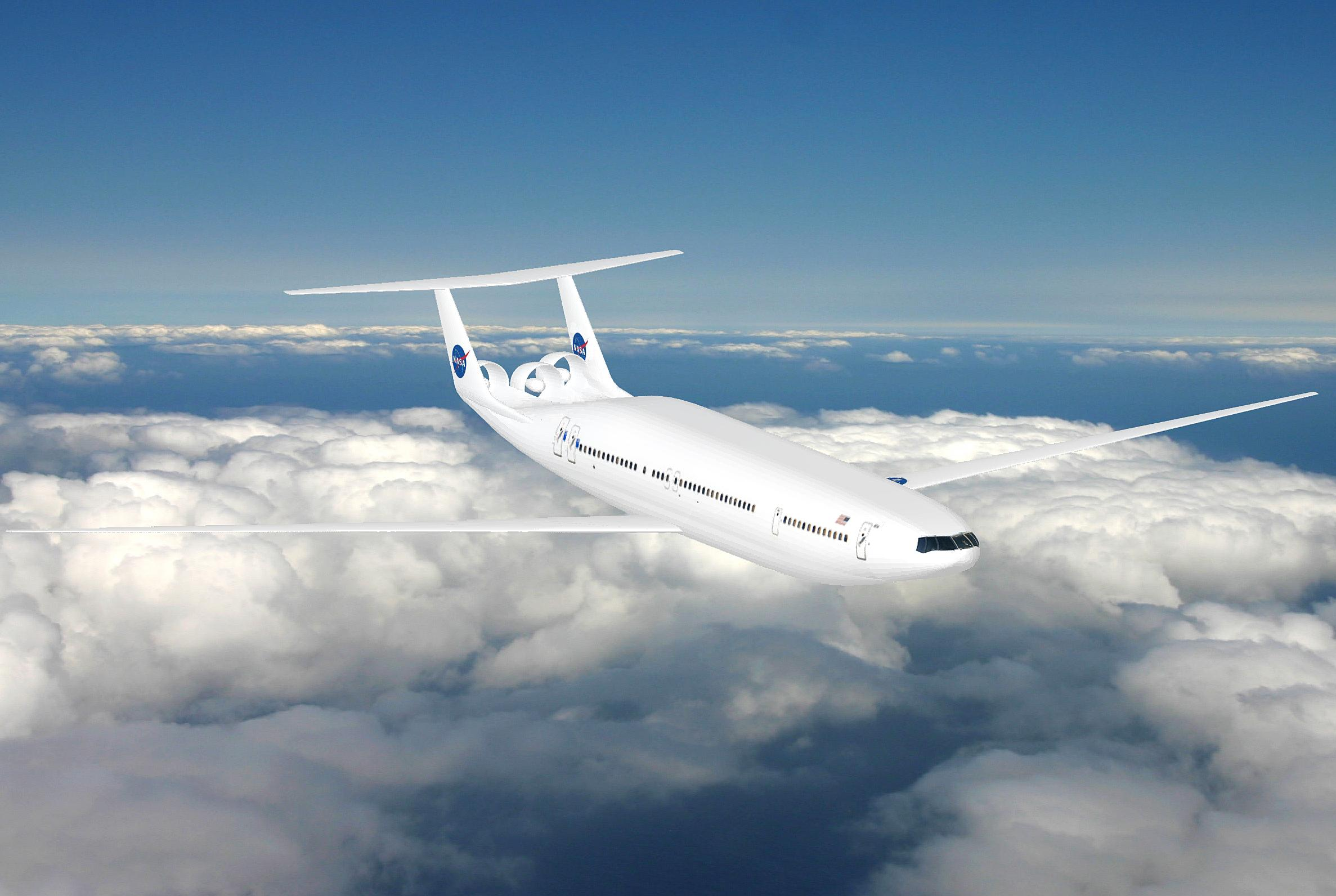
広いコーチキャビンで180席を収容するオーロラ D8

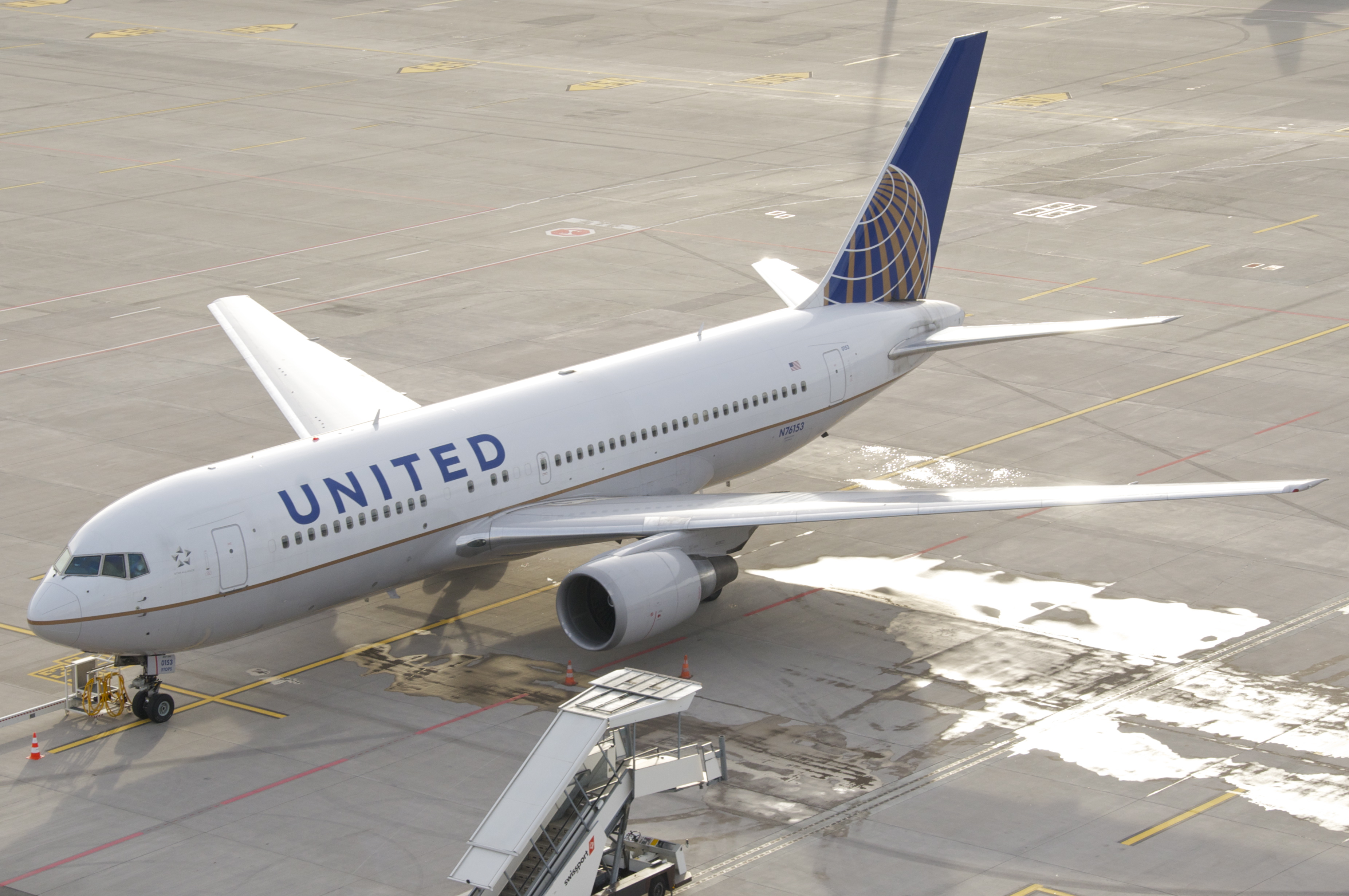
短いボーイング767-200/ ERは、767の売上の5分の1を占める。

ミドル・オブ・ザ・マーケット（英語: Middle of the market（MoMと略される））は、ナローボディ機とワイドボディ機の間の旅客機市場であり、少なくとも2003年以来ボーイング民間航空機によって使用されている市場細分化であるボーイングとエアバスの両方が、このセグメントにサービスを提供する航空機を製造している。
ボーイングのラインナップでは、最も大きいナローボディ機は3,515 nmi (6,510 km)の範囲で2つのクラスの乗客178人に対して最大離陸重量（MTOW）194,700 lb (88.3 t) の最大のボーイング737MAX 9。最も小さいワイドボディ機は、7,355 nmi (13,621 km)の範囲の2つのクラスの乗客242人に対してて502,500 lb (227.9 t)の最小のボーイング787-8。以前は、現行の737MAX 9より大型のナローボディであるボーイング757、3,915 nmi (7,251 km)で、255,000 lb (116 t) MTOWの乗客200人以上の-200が2005年まで生産されていた。最小のワイドボディ機で、現行の787-8と同等の乗客数の機材としてボーイング767、5,725 nmi (10,603 km)で、412,000 lb (187 t) MTOWの乗客269人以上をカバーする-300ERが2014年まで生産されていた。
エアバスのラインナップでは、最大のナローボディ機として4,000 nmi (7,400 km)の範囲で2つのクラスの乗客206人に対して214,000 lb (97 t)MTOWのA321LR。および、最小のワイドボディ機が7,500 nmi (13,900 km)の範囲の3つのクラスの乗客257人に対して543,000 lb (246 t)のA330-800である。

## ボーイングY1プロジェクト
2006年、ボーイングはボーイング・イエローストーン・プロジェクト内の100〜200席の市場でボーイング737の後継機をY1として評価していた。2008年、ILFCのスティーブン・ウドバー・ヘイジーはボーイングに、787-8と787-3の間のミッドレンジ787派生物を開発するように指示し、業界コンサルタントのリチャード・アブラフィアは、ボーイング767-300ERの優れた代替品になると述べた。2011年、ボーイングは145〜180席のボーイング737 ネクストジェネレーションよりわずかに大きい航空機に研究を集中させ、より大きな200席の757サイズの代替品の開発を除外した。

## ボーイングニューライトツイン（NLT）
2011年、ボーイングはニューライトツイン（NLT）を構想していた。これは、767よりも小さいツインアイルで、7列（2-3-2）のエコノミーシートと小さなLD3-45Wコンテナを備えていた。NLT-300ERは148 ft (45 m) 4,500 nmi (8,300 km)超える204席を収容できる長さ。一方、208 in (5.3 m)より長いNLT-400は、乗客241人で3,100 nmi (5,700 km) をカバーする。どちらも、84 in (2.1 m)のファンを備えた37,000 lbf (160 kN)のエンジンを搭載し、マッハ.8クルーズ用に設計された幅143 ft (44 m)の翼、翼面積2,000 sq ft (190 m2) を備えている。

## ボーイング737MAX

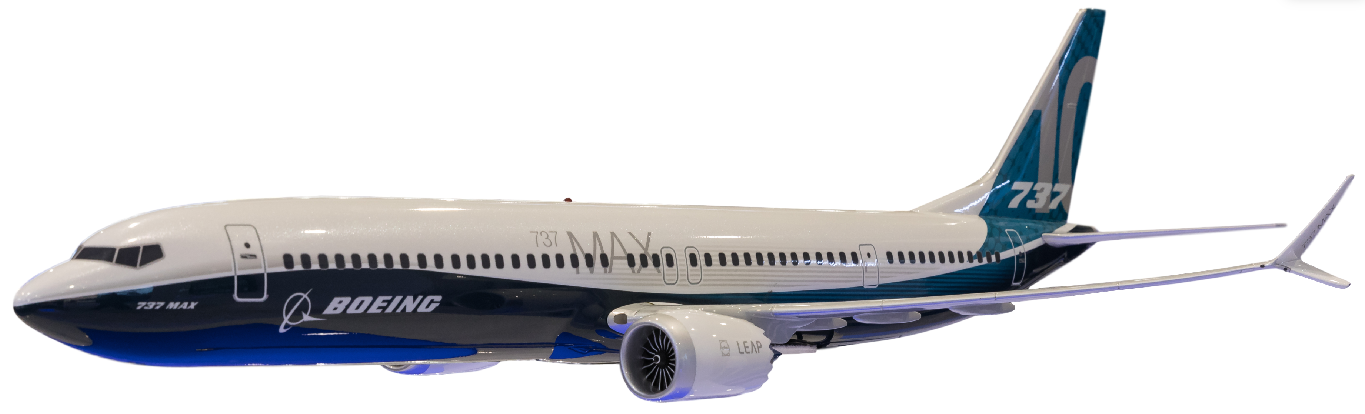
ILAベルリン航空ショー2018でのMAX10モデル

2011年後半に、737MAXが発売された後、ボーイングは、長距離757-200市場の代替品を検討することを確認した。これは、757-200の生産が2004年に終了し、中距離路線でエアバスA321または737-900ERに置き換えられたため、737Maxのさらなる派生物となる可能性がある。2014年2月、エアバスがナローボディ機でボーイングのリーダーシップを追い抜き、特にA321neoが737 MAX 9より多く売られていたので、ボーイングは757の後継機を発売するよう圧力をかけられた。11月、ボーイングは737 MAX9の改造に取り組むことを拒否している。その後、1970年代に757および767が開発されたときと同様に、新しい小型飛行機（NSA）737の代替品とともにMoM航空機の並行開発が検討された。ボーイングは2017年初頭に737MAX10ストレッチデザインを完成させている。

## エアバスA321LR

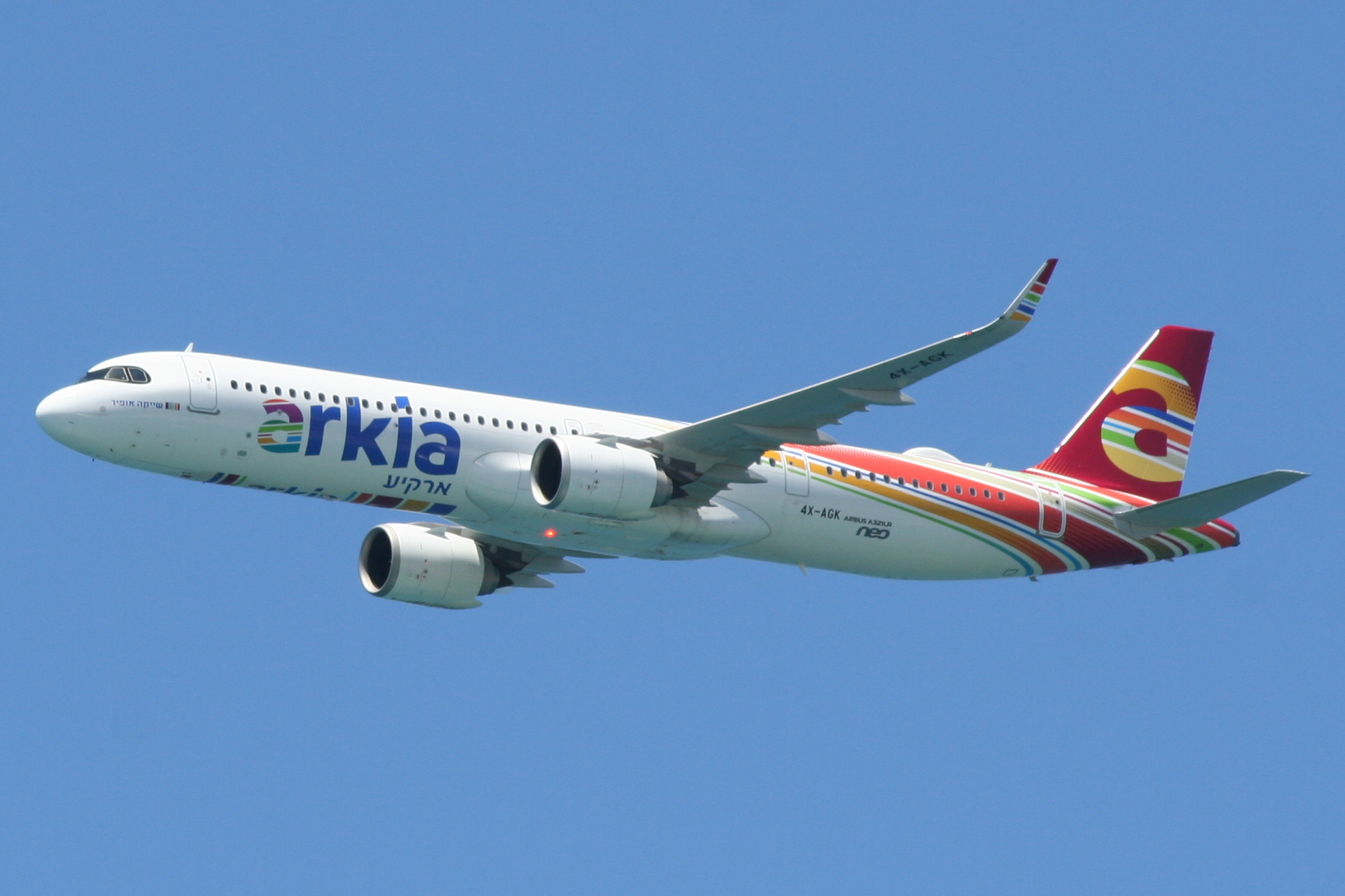
より重いA321neoであるA321LRは、2018年11月13日に最初にアルキアに納入された。

2014年10月、エアバスは164席、最大離陸重量97 t (214,000 lb)のバリエーションの販売を開始。エアバスA321neoLR （長距離）と呼ばれる3つの補助燃料タンクを備え、169席のボーイング757-200Wよりも100 nmi (190 km) 広い運用範囲を持ち、トリップコストが27％低く、シートあたりのコストも24％低くなっている。A321neoから2年後の2018年後半に導入する予定。
エアバスは2015年1月13日に、ローンチカスタマーとしてエアリース・コーポレーションを使用してA321LRを発売し、1,000例のバリアントを販売することを望んでいた。164席（ビジネスで20席、プレミアム・エコノミーで30席、エコノミーで114席）の初期レイアウトは、206席の構成（ビジネスで16席、エコノミーで190席）に置き換えられ、範囲は、通常の93.5t MTOWA321よりも500 nmi (930 km) 長いは4,000 nmi (7,400 km)。ボーイングはエアバスの1,000機の需要予測を却下し、737 MAX 9と787-8の間のニッチは、757を直接交換するには小さすぎると考えており、クリーンシートのMoM航空機を発売する可能性はある。A321neoはボーイング4対1をアウトセルしています。A321LRは、ノルウェー航空の757の代替品と見なされている。
2018年3月30日、178人の乗客と乗組員に相当するA321LRテスト機体が、セーシェルからトゥールーズまで11時間で、4,750海里 (8,800 km)　の直行便を完了した。

## ボーイング757の再エンゲージメント

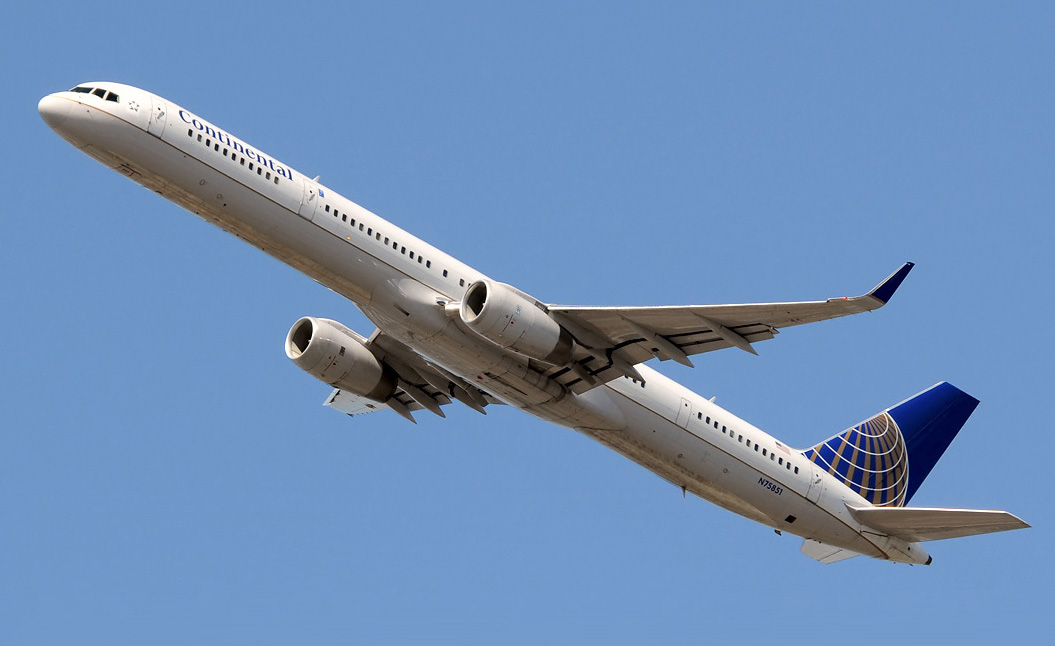
ボーイング757の20機に1機は-300ストレッチ

2014年2月、ボーイングのマーケティング担当副社長であるランディ・ティンセスは、737-900ER/MAX 9が757が飛行するルートの95％をカバーすると述べた。2015年2月、彼は、757の再エンゲージメントが検討されたが、それをサポートするビジネスケースはなかったと述べた。ボーイングがそれを行うことができるというのは、エア・リース・コーポレーションのスティーブン・ウドバー・ヘイジーのコメントに応えたものだったが、ジェフリーズ・グループのアナリスト、ハワード・ルーベルは、757機の15％、150機が駐機して使用しておらず、その市場のニッチを埋める緊急性はないと述べている。
ボーイングは757交換用の市場は非常に小さいことを示唆している間、既存の757の翼の再エンゲージメントと改善を行うことができると、航空会社のラ・コンパニーは反対した。デルタ航空は、ボーイング737-900ERおよびA321に置き換えている。2015年以降、ボーイングはクリーンシート航空機、つまり757-200よりも航続距離、容量、効率が高い新しい中型機の研究を続けていた。
737 MAXにおける飛行トラブル後、ボーイングはNMAを無期限にキャンセルし、クリーンシートのアイデアを破棄し、暫定的に「757-Plusおよび767X」と呼ばれる古い757および767の新しいバージョンを作成したと報告されている。